# Mini Desktop Racing
Mini Desktop Racing é um jogo de corrida de video game públicado pela Metro 3D e desenvolvido pela Data Design Interactive. O jogo foi lançado para PC e PlayStation 2 em julho de 2005. A versão para o Wii foi lançada na Austrália em 22 de novembro de 2007 e em 23 de novembro de 2007 na Europa e América do Norte.

## Ligações Externas
- Ficha do jogo no Wii Clube